# Storskog
Storskog (nordsamiska: Stuorravuovdi) är en norsk gränsstation på gränsen mot Ryssland längs med europaväg 105, 20 kilometer sydost om Kirkenes.. Tidigare när gränsen var till Finland, fanns gränsstationen vid Skafferhullet. De första tio åren efter det att gränsen blev till Sovjetunionen var det ingen civil trafik över Storskog. De första civila gränspasseringarna skedde 1954, tio år efter befrielsen av Finnmark. I slutet av 1950-talet öppnades Storskog på allvar som gränspassage, huvudsakligen för idrottsmän. Under 1960-talet var det 300–400 gränspassager per år, och då huvudsakligen lokala sådana för trafik mellan östra Finnmark och Murmansk-området. Den nuvarande stationen öppnade 2003.
Storskog ligger vid Norges enda gränspassage mot en stat utanför Schengenområdet och är den enda gränspassagen mellan Norge och Ryssland. Gränsstationen på den ryska sidan som heter Borisoglebsk, är benämnd efter den närbelägna ryska enklaven väster on Pasvik älv, Borisoglebsk. Det finns en tax-free-butik på de ryska sidan mellan stationerna, även om norska regler förbjuder skattefri alkoholinförsel för de som varit utomlands mindre än 24 timmar.
Under flyktingkrisen 2015 valde många vägen via Storskog i stället för den riskfyllda resan över Medelhavet. Under 2015 kom 5 500 asylsökare till Norge via Storskog. År 2016 byggde Norge ett 200 meter långt och 3,5 meter högt gränsstängsel av ståltråd vid gränsstationen.
I samband med pandemin 2020-2021 sjönk trafiken drastiskt när restriktioner skedde mot utlandsresor. I samband med Ukrainakriget från 2022 sjönk trafiken igen kraftigt på grund av sanktioner.
Tidsskillnaden mellan de båda sidorna om gränsen är på vintern två timmar och på sommaren en timme.

## Sollia värdshus
Nära gränsövergången (800 meter) ligger Sollia värdshus, som byggdes 1929 som ett barnturbekulossjukhus, och senare också hem för föräldralösa barn. Under andra världskriget användes byggnaden som sjukhus och undanhölls från att bli nedbränt vid den tyska ockupationsmaktens reträtt 1944. På 1960-talet konverterades huset till värdshus.